# The Monotones (US-amerikanische Band)
The Monotones waren eine US-amerikanische Rock-’n’-Roll-Gesangsgruppe. Mit (Who Wrote) The Book of Love hatten sie 1958 ihren einzigen großen Hit, Nummer 5 der Pop-Charts und Nummer 3 der R&B-Charts in den Vereinigten Staaten.

## Biografie
Die Gruppe wurde 1955 in Newark, New Jersey gegründet und bestand aus Charles Patrick, Warren Davis, George Malone, John Smith, John Ryanes und dessen Bruder Warren Ryanes. Patricks Bruder James war zunächst auch dabei, schied jedoch bald aus. Das Repertoire bestand vornehmlich aus Doo-Wop-Songs.
1957 machte die Band mit (Who Wrote) The Book of Love ihre erste Aufnahme, die 1958 die Charts stürmte und der Gruppe zu ihrem kurzen Ruhm verhalf. Sie konnte diesen Erfolg nicht wiederholen und löste sich schließlich 1962 auf.
Don McLean erwähnte das Book of Love 1971 in seinem Lied American Pie als Symbol der Unschuld des Rock ’n’ Roll der 1950er Jahre.

## Diskografie
Singles
- 1957: (Who Wrote) The Book of Love
- 1958: The Legend of Sleepy Hollow
- 1959: Tell It to the Judge